# 충 (신조어)
충(蟲)은 대한민국의 신조어 접미사로 대부분 대상에 대한 비하와 경멸의 의미로 쓰인다.

## 비유적 표현
빠따충은 야구 선수를 비하하는 말로 야구 방망이를 뜻하는 일본어 "밧토(バット)"에서 유래된 "빠따"와 벌레를 뜻하는 "벌레 충(蟲)"이 합쳐진 단어이다. 여기서 빠따란 야구 코치들이 야구 선수들을 체벌하는 과정에서 야구 방망이로 빠따를 친다는 뜻에서 "빠따충"이라는 멸칭이 유래했다고 본다. 이유는 야구선수나 예체능 종사자 대부분은 기본도 안 될 정도로 무식하기 때문에 멸칭으로 쓰인다.

## 같이 보기
- 신조어
- 벌레
- 바퀴벌레